# Can Vies

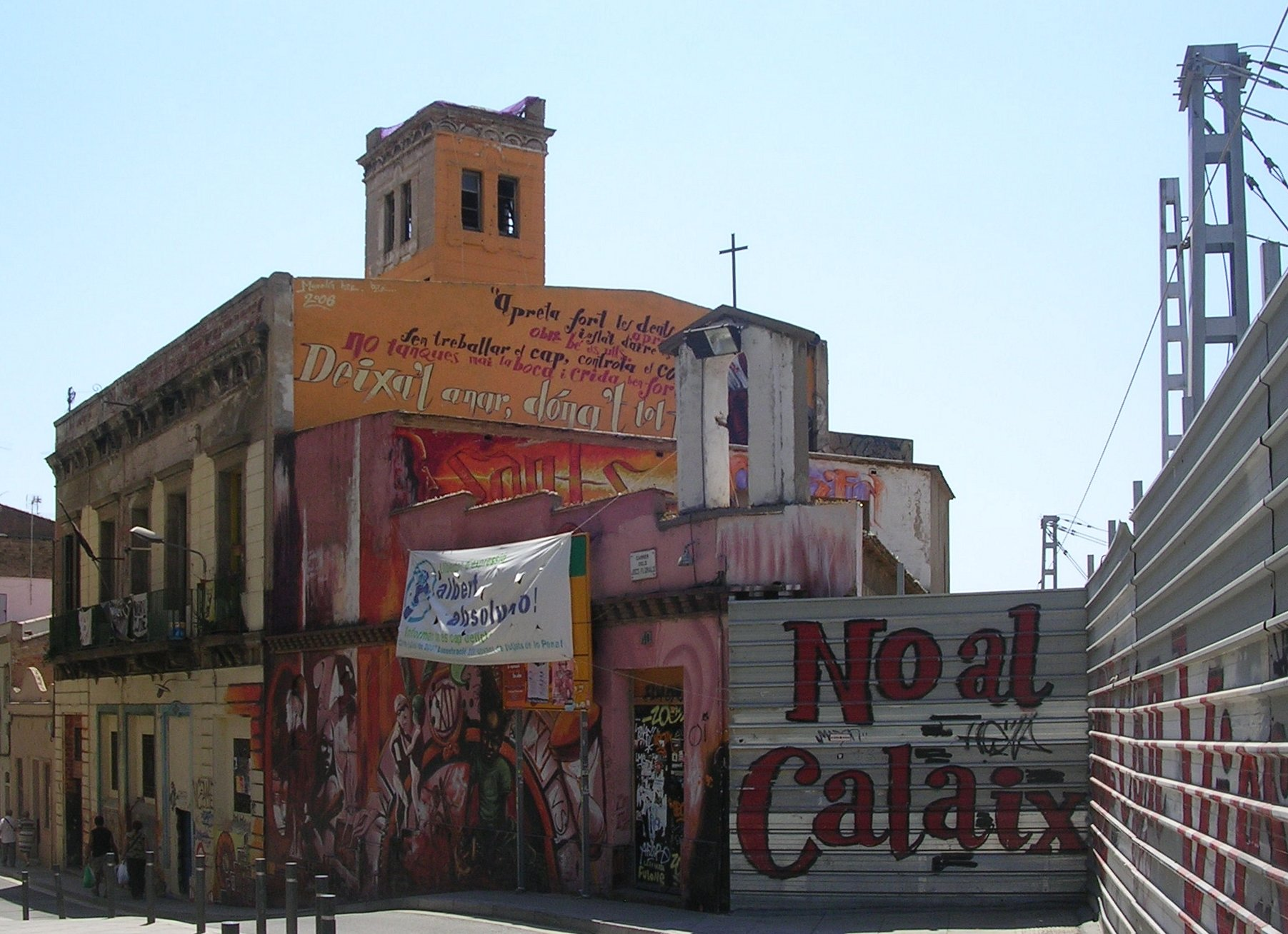
Besetztes Haus C.S.A. Can Vies in Barcelona.

Das CSA (Centre Social Autogestionat, deutsch: selbstverwaltetes Sozialzentrum)
Can Vies ist ein seit 1997 besetztes Haus in Barcelona.

## Geschichte
Das im Jahr 1879 erbaute Haus im Stadtviertel Sants wurde im Jahr 1997 von Jugendlichen besetzt und als Sozial- und Kulturzentrum betrieben. Besitzer sind die Verkehrsbetriebe in Barcelona (Transports Metropolitans de Barcelona).

## Räumung und Reaktionen
Nachdem Verhandlungen zwischen den Besetzern und der Stadt gescheitert waren, wurde das Gebäude am 26. Mai 2014 von der Polizei geräumt und mit den Abrissarbeiten begonnen. Darauf kam es in den folgenden Nächten zu schweren Ausschreitungen in Barcelona. Proteste und Auseinandersetzungen zwischen Demonstranten und Polizei gab es in den Folgetagen auch in anderen Städten Kataloniens sowie in Valencia und auf Mallorca. Das Innenministerium in Madrid schickte in Reaktion auf die Auseinandersetzungen in der katalanischen Metropole 200 Polizisten als Verstärkung nach Barcelona.

Im Rahmen der Proteste in Barcelona wurden Barrikaden errichtet und der Abrissbagger auf dem Grundstück des ehemaligen Sozialzentrums in Brand gesetzt.
Nachdem die Stadt bekannt gegeben hatte, die Abrissarbeiten zu stoppen, begannen am 31. Mai 2014 Sympathisanten und Nachbarn des Sozialzentrums, ungehindert von der Polizei, mit dem Wiederaufbau des Gebäudes.

Der spanische Stadtsoziologe Manuel Castells erklärte in Reaktion auf die Räumung, er wolle seine Stimme, die er bei der Kommunalwahl dem Bürgermeister Xavier Trias gegeben hatte, wieder zurückziehen.